# Bremen Rescue Radio
| Bremen Rescue Radio | Bremen Rescue Radio        |
| ------------------- | -------------------------- |
| DGzRS-Logo          |                            |
| Abkürzung           | MRCC Bremen                |
| Funkrufname         | Bremen Rescue              |
| MMSI                | 00 211 1240                |
| UKW                 | Kanal 16                   |
| DSC                 | Kanal 70                   |
| Grenzwelle          | 2187,5 kHz                 |
| Mobilfunk           | 124 124 (Küstenbereich DE) |
| Telefon             | +49-421-53687-0            |
| AFTN                | EDDWYYYX (via DFS Bremen)  |
| Webpräsenz          | seenotretter.de            |

Bremen Rescue Radio ist die Küstenfunkstelle der Seenotleitung Bremen mit Rufnamen BREMEN RESCUE. Als Maritime Rescue Coordination Centre (MRCC) koordiniert die Seenotleitung Bremen alle Maßnahmen des maritimen Such- und Rettungsdienstes (SAR) im deutschen Teil der Nord- und Ostsee. Bremen Rescue Radio und die Seenotleitung Bremen sind in der Zentrale der Deutschen Gesellschaft zur Rettung Schiffbrüchiger (DGzRS) an der Werderstraße 2 in Bremen untergebracht.

## Geschichte
In den 1990er Jahren erfolgte schrittweise die Abschaltung der für die Hörwachen im Seenotverkehr zuständigen deutschen Küstenfunkstellen Rügen Radio, Elbe-Weser Radio und Norddeich Radio. Schon Ende des Jahres 1995 wurde der Mittelwellendienst mit der Hörwache auf der Seenotfrequenz 500 kHz eingestellt und an Lyngby Radio abgegeben. Die dänische Station übernahm nach endgültiger Abschaltung von Norddeich Radio ab 1. Januar 1999 auch die Hörwache auf Grenzwelle 2182 kHz bzw. 2187,5 kHz für die deutsche Nord- und Ostseeküste. Eingehende Notrufe auf Grenzwelle wurden von Lyngby nach Bremen weitergeleitet.
Im Rahmen des weltweiten Seenot- und Sicherheitsfunksystems (Global Maritime Distress and Safety System, GMDSS) war aber weiterhin die funktechnische Abdeckung der deutschen Seegebiete A1 und A2 sicherzustellen. Am 12. Januar 1999 erfolgte daher die offizielle Übergabe des Seefunkdienstes von der Deutschen Telekom an die DGzRS. Die Gesellschaft hatte schon 1982 vom Bundesministerium für Verkehr, Bau- und Wohnungswesen (BMVBW) den staatlichen Auftrag erhalten, die Such- und Rettungsaktivitäten (SAR-Dienst See) im deutschen Seegebiet zu koordinieren. Damit wurde Bremen Rescue Radio in den deutschen Seegebieten der Nord- und Ostsee verantwortlich für den Seenotfunk im Rahmen des GMDSS und wickelt den kompletten Not- und Dringlichkeitsfunkverkehr ab. Über die Maritime Mobile Service Identity (MMSI) 00 211 1240 kann jederzeit BREMEN RESCUE per Digital Selective Calling (digitaler Selektivruf DSC) erreicht werden.
Auf Ultrakurzwelle überwacht Bremen Rescue Radio rund um die Uhr die UKW-Seenotkanäle 16 und 70. Da die UKW-Reichweite nur ca. 30 Seemeilen (ca. 55 Kilometer) beträgt, werden für die Überwachung 19 Relaisstationen entlang der 3.000 Kilometer langen deutschen Küstenlinie betrieben. Des Weiteren kann BREMEN RESCUE über die international üblichen Wege erreicht werden. Im Küstenbereich mit Mobilfunk-Abdeckung stehen noch die Telefonnummer 124 124 und die Festnetz-Nummer +49-421-53687-0 zur Verfügung.
Nach der Errichtung eines neuen Funkmastes in Cuxhaven-Sahlenburg können rund 13 Jahre nach Auflösung der letzten deutschen Küstenfunkstelle auf Grenzwelle ausgesendete Seenotrufe wieder in Deutschland empfangen werden und gehen direkt bei der Seenotleitung Bremen ein.